# 阿尔坎蒂尔
阿尔坎蒂尔是巴西帕拉伊巴州的一个市镇。总面积305.391平方公里，总人口5475人，人口密度17.9人/平方公里。